# Zeche Geitlinger Stolln
Die Zeche Geitlinger Stolln ist ein ehemaliges Steinkohlenbergwerk in Essen-Frohnhausen. Über das Bergwerk wird nur sehr wenig berichtet. Bereits im 18. Jahrhundert wurde im Mühlbachtal in diesem Bergwerk Stollenbergbau betrieben.

## Bergwerksgeschichte
Im Jahr 1804 wurde am Schacht Bernhard Abbau betrieben. In den Jahren 1805, 1809 und 1813 war das Bergwerk nachweislich in Betrieb. Im Jahr 1815 wurde das Bergwerk außer Betrieb gesetzt. Als Nachfolgebetrieb wurde die Zeche Neuer Geitlinger Stolln eingesetzt. Dieser Stollen war bereits im 18. Jahrhundert im Mühlenbachtal angelegt worden. Das Bergwerk war auch im 19. Jahrhundert noch in Betrieb. Das Bergwerk wurde vermutlich noch im selben Jahrhundert stillgelegt, der genaue Zeitpunkt ist aber nicht bekannt.